# The Asteroids Galaxy Tour
The Asteroids Galaxy Tour är ett danskt popband bildat 2007 i Köpenhamn bestående av Mette Lindberg och producenten Lars Iversen.
När de spelar live utökas bandet med en blåssektion på sex personer med Miloud Carl Sabri (trumpet), Sven Meinild (saxofon), Mads Brinch Nielsen (gitarr) och Rasmus Valldorf (trummor). Lars Iversen skriver de flesta låtarna och är producent.
Debutsingeln "The Sun Ain't Shining No More" (2008), släpptes på Small Giants, deras egen label. Bandet är mest känt för låtarna "Around the Bend" och "The Golden Age". "Around the Bend" användes i en iPod-reklam 2008. "The Golden Age" är mest känd från Heinekenreklamen som visats för flera miljoner TV-tittare.
The Asteroids Galaxy Tours debutalbum Fruit släpptes september 2009 i Europa, och i USA månaden efter.

## Genombrottet
Strax efter bandet startats 2007 hörde Amy Winehouse deras demo vilket ledde till deras första spelning som förband till hennes konsert i Köpenhamn. Kort efter blev de kontaktade av Apple som ville ha "Around the Bend" i reklamkampanjen för iPod Touch. År 2009 var de även förband åt Katy Perry på hennes Europaturné.

## Diskografi[3]

### Studioalbum
| Titel            | Detaljer                                                                         | Listplaceringar | Listplaceringar | Listplaceringar |
| Titel            | Detaljer                                                                         | FRA             | AUT             | SWI             |
| ---------------- | -------------------------------------------------------------------------------- | --------------- | --------------- | --------------- |
| Fruit            | - Släppt: 21 september 2009 - Label: Small Giants - Format: CD, Digital download | 80              | 53              | 84              |
| Out of Frequency | - Släppt: 31 januari 2012 - Label: Small Giants - Format: Ej bestämt             | —               | —               | —               |

### EP
- The Sun Ain't Shining No More EP
- The Sun Ain't Shining No More (remixes) EP
- Around the Bend EP
- Live Session EP (exklusivt på iTunes)
- The Golden Age EP

### Singlar
| År   | Titel                           | Listplaceringar | Listplaceringar | Listplaceringar | Listplaceringar | Listplaceringar | Listplaceringar | Album            |
| År   | Titel                           | AUT             | SWI             | SPA             | UK              | CAN             | US              | Album            |
| ---- | ------------------------------- | --------------- | --------------- | --------------- | --------------- | --------------- | --------------- | ---------------- |
| 2008 | "The Sun Ain't Shining No More" | —               | —               | —               | —               | —               | —               | Fruit            |
| 2008 | "Around the Bend"               | —               | —               | —               | —               | —               | —               | Fruit            |
| 2009 | "The Golden Age"                | 4               | 7               | 19              | 70              | 60              | 109             | Fruit            |
| 2011 | "Major"                         | —               | —               | —               | —               | —               | —               | Out of Frequency |